# Trofoblast

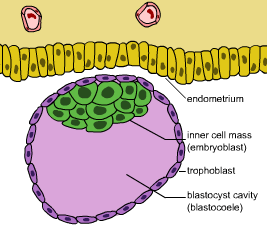
Blastocyste

De trofoblast of trofectoderm is de buitenste cellaag van een blastocyste en verbindt deze met de baarmoederwand. Het ontstaat uit blastomeren op de 5e tot 12e dag na de bevruchting, gebruikt enzymen om het baarmoederslijmvlies te verzachten en kan zich er zo aan hechten. De trofoblast, in dit stadium ook wel de trofoderm genoemd, bestaat tijdens de innesteling uit een binnenste laag van kubische of prismatische cellen, de cytotrofoblast of laag van Langhans en een buitenste laag bestaande uit een veelkernig protoplasma zonder celwanden, de syncytiotrofoblast.

## Functie
Trofoblasten zijn gespecialiseerde cellen van de placenta die een belangrijke rol spelen bij de innesteling van embryo's en de interactie met de gedecidualiseerde baarmoeder. De kern van placentale villi bevat mesenchymale cellen en placentale bloedvaten die via de navelstreng rechtstreeks verbonden zijn met de bloedsomloop van de foetus. Deze kern is omgeven door twee lagen trofoblasten, de cytotrofoblast en de syncytiotrofoblast. De cytotrofoblast is een laag cellen met één kern die zich onder de syncytiotrofoblast bevindt. De syncytiotrofoblast bestaat uit gefuseerde cytotrofoblasten die vervolgens een laag vormen die het placenta-oppervlak bedekt. De syncytiotrofoblast staat in direct contact met het moederlijk bloed dat het placenta-oppervlak bereikt. Het vergemakkelijkt vervolgens de uitwisseling van voedingsstoffen, afval en gassen tussen het moeder- en het foetale systeem.
Bovendien kunnen cytotrofoblasten in de toppen van de villi differentiëren tot een ander type trofoblast, de extravilleuze trofoblast. Extravilleuze trofoblasten groeien uit de placenta en dringen door in de gedecidualiseerde baarmoeder. Dit proces is niet alleen essentieel voor de fysieke bevestiging van de placenta aan de moeder, maar ook voor het veranderen van het vaatstelsel in de baarmoeder. Deze verandering zorgt voor een adequate bloedtoevoer naar de groeiende foetus naarmate de zwangerschap vordert. Sommige van deze trofoblasten vervangen zelfs de endotheelcellen in de baarmoederspiraalvormige slagaders, terwijl ze deze vaten omvormen tot wijde bloedvaten, die onafhankelijk zijn van moederlijke vasoconstrictie. Dit zorgt ervoor dat de foetus een constante bloedtoevoer krijgt en dat de placenta niet wordt blootgesteld aan zuurstofschommelingen die schade kunnen veroorzaken.
Er is ook gedocumenteerd dat trofoblasten naar verschillende weefsels van de moeder migreren. Hierdoor zijn trofoblasten betrokken bij een fenomeen dat bekend staat als  foetusmicrochimeren, waarbij foetale cellen cellijnen vestigen in moederlijke weefsels.

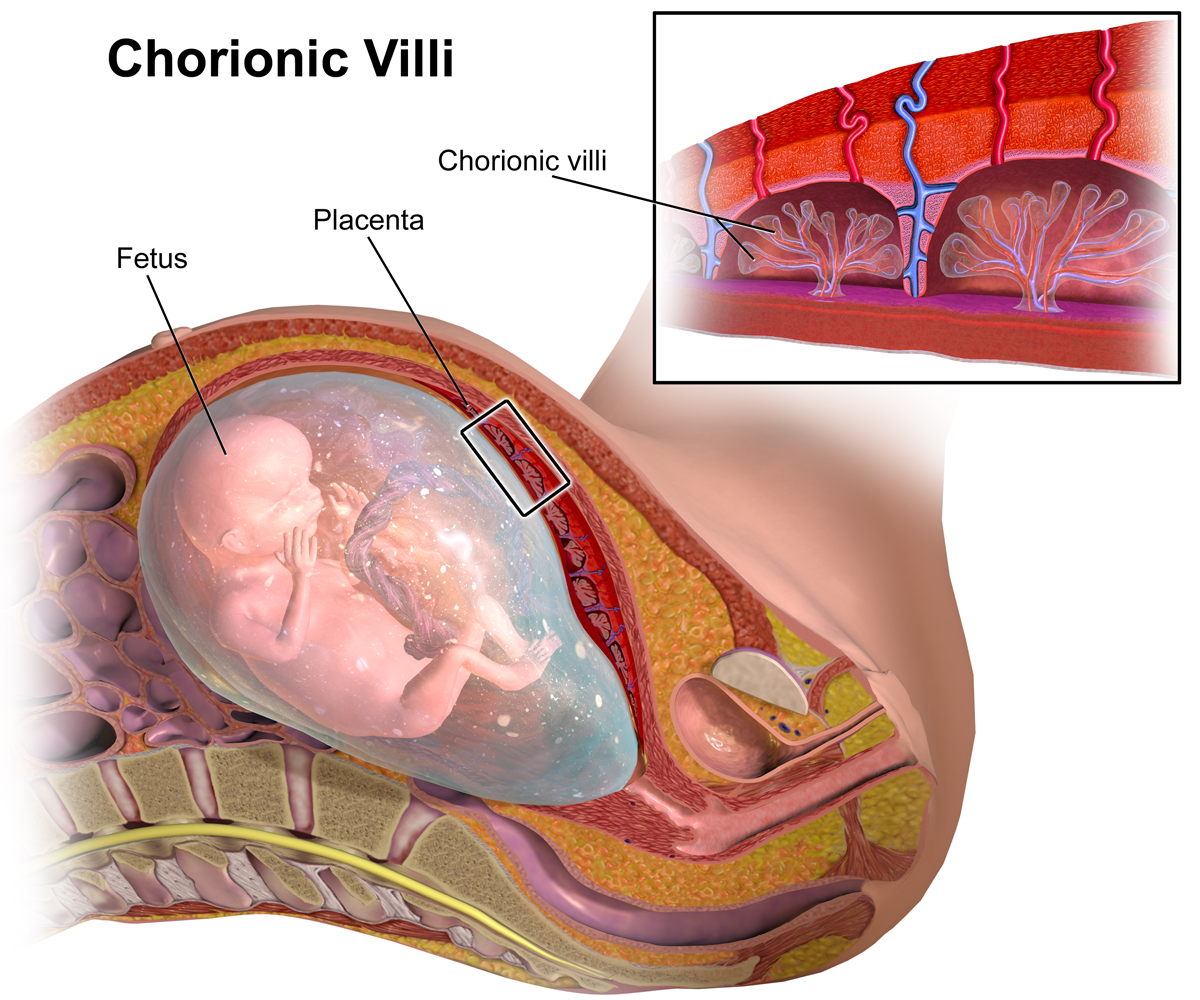
Chorionvilli
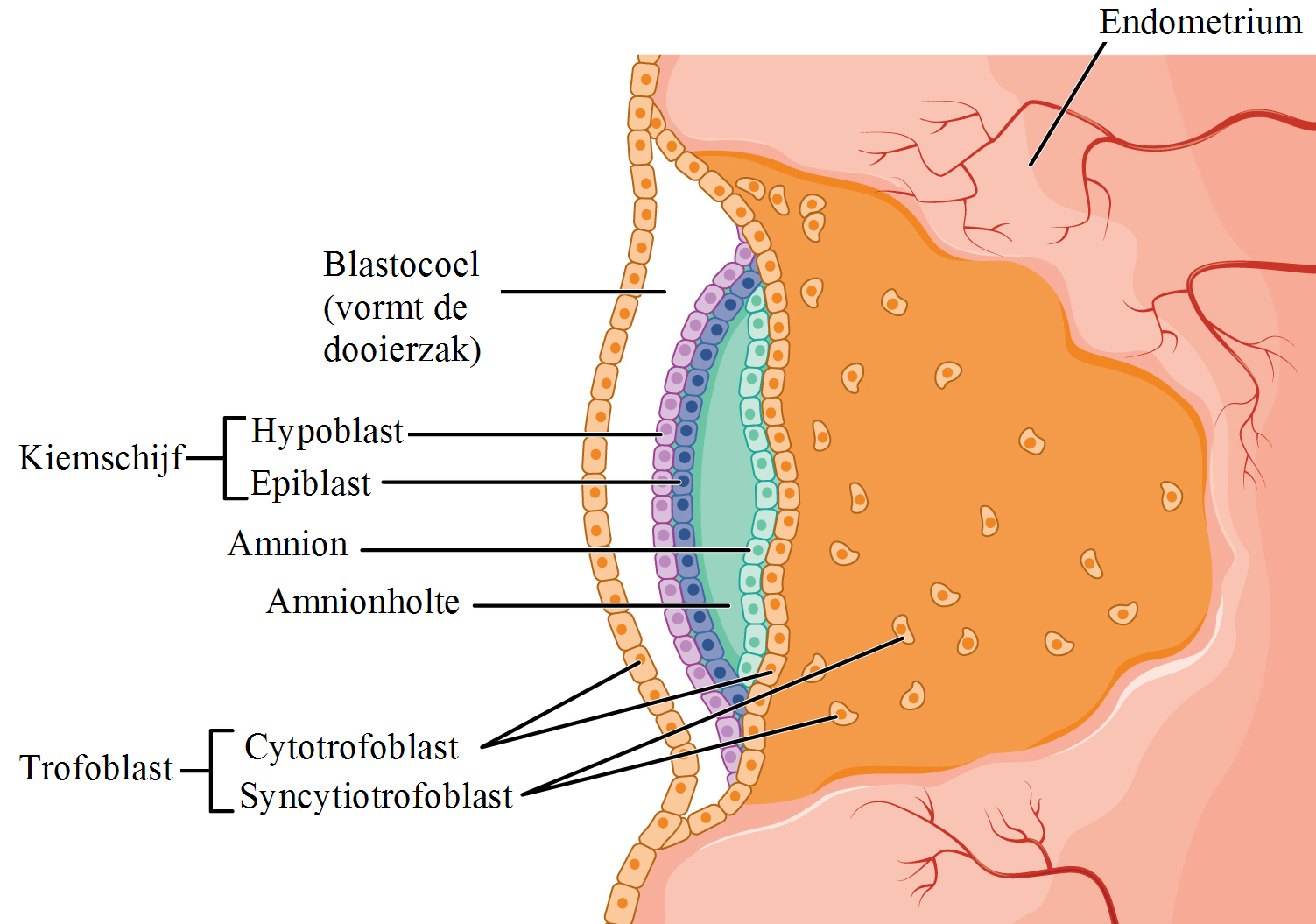
Trofoblast die tijdens de innesteling is gedifferentieerd in de twee lagen cytotrofoblast en syncytiotrofoblast
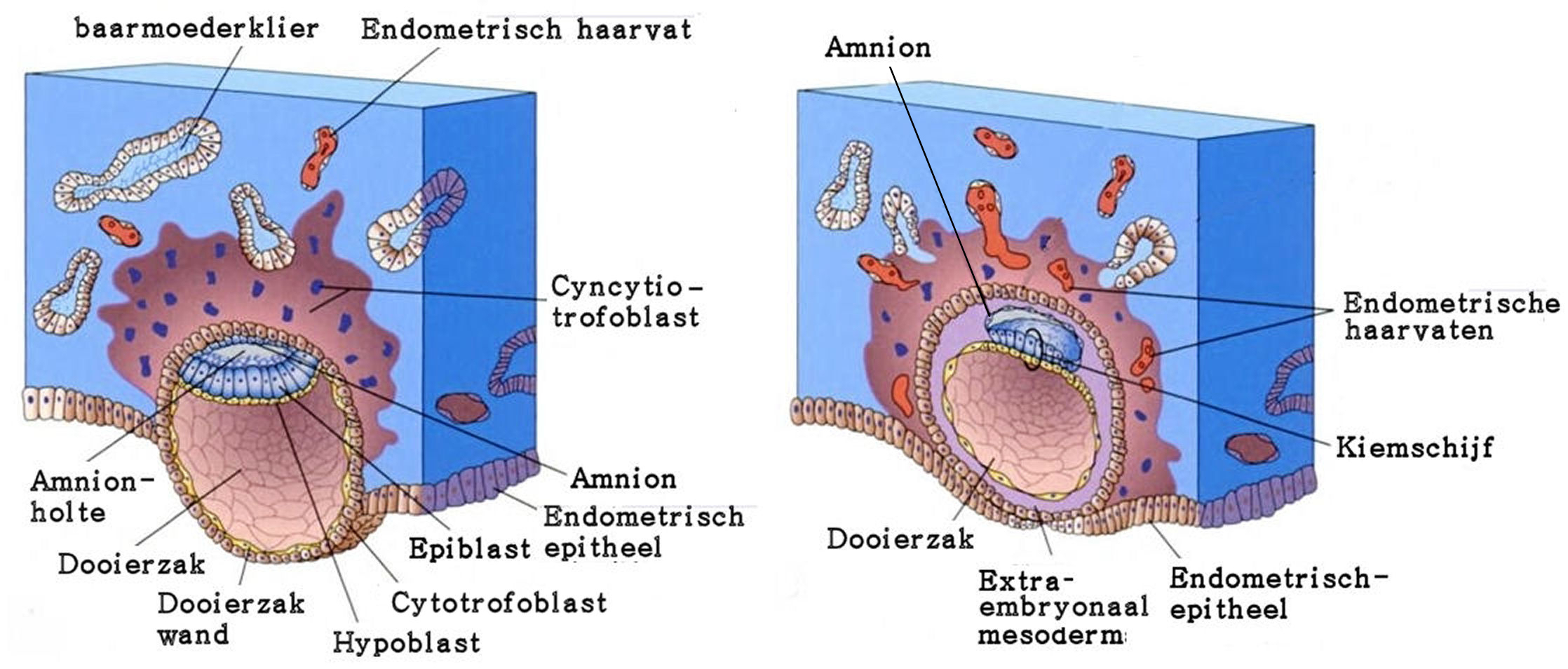
Innesteling
Baarmoederarteriële vaten met rechts spiraalvormige slagaders.[5]

## Vaderlijke antigenen
Omdat de helft van de trofoblast vaderlijke antigenen heeft, is het een potentieel doelwit voor afweerreacties van het immuunsysteem van de moeder. De cellen hebben ook geen klassieke MHC klasse I-moleculen (HLA-A of HLA-B) op hun oppervlak. Hoewel er talloze NK-cellen in de placenta zijn die gespecialiseerd zijn in het elimineren van cellen zonder HLA-A- en HLA-B-moleculen (ontbrekende zelfhypothese), blijft de trofoblast gespaard. Dit komt grotendeels door de niet-klassieke MHC klasse I-moleculen die sommige van de cellen tot expressie brengen: HLA-C, HLA-E en HLA-G. Vooral HLA-E en HLA-G worden herkend door remmende (dat wil zeggen reactieremmende) receptoren van NK-cellen en voorkomen zo een aanval.[2][3] Bovendien creëren regulatoire T-cellen in de placenta een klimaat van immuuntolerantie dat implantatie ondersteunt.[4]

## Klinische betekenis
De invasie van een specifiek type trofoblast (extravilleuze trofoblast) in de baarmoeder is een cruciale fase in het ontstaan van een zwangerschap. Het onvermogen van de trofoblast om voldoende binnen te dringen is belangrijk bij de ontwikkeling van sommige gevallen van pre-eclampsie. Een te diepe invasie van de trofoblast kan aandoeningen veroorzaken zoals placenta accreta, placenta increta of placenta percreta.
Zwangerschapstrofoblastische ziekte is een zwangerschap geassocieerde ziekte en ontstaat uit de villeuze en extravilleuze trofoblastcellen in de placenta.
Choriocarcinomen zijn trofoblastische tumoren die zich in de baarmoeder vormen uit villeuze cellen.
Trofoblaststamcellen (TSC's) zijn cellen die kunnen regenereren en lijken op embryonale stamcellen (ESC's) omdat ze al vroeg in de levensduur van de trofoblast ontstaan. In de placenta kunnen deze stamcellen zich differentiëren tot elke trofoblastcel omdat ze pluripotent zijn.